# Tâmis Parron
Tâmis Peixoto Parron (Presidente Prudente, 19 de agosto de 1979) é um historiador brasileiro.

## Carreira acadêmica
Graduado na USP em História em 2006, desenvolve e orienta pesquisas sobre escravidão, geopolítica e economia mundial no longo século 19 (1780-1945), nos campos da sociologia história, teoria crítica e economia política global. Tâmis Parron é professor pesquisador do Instituto de História da Universidade Federal Fluminense (UFF). Doutor em História pela Universidade de São Paulo (USP), é coordenador do Núcleo de História Comparada Mundial (COMMUN, UFF) e membro do Centro UFF sobre Desigualdades Globais. Escreveu A Política da escravidão no Império do Brasil (2011, Prêmio Jabuti em Ciências Humanas de 2012) e, em coautoria, Escravidão e política: Brasil e Cuba, 1790-1850 (2010, trazido para o inglês em 2016). Organizou os livros Cartas políticas a favor da escravidão (2008) e Ação; reação; transação (2016). E coordena a série de livros Narrativas da Escravidão (Editora Hedra), composta de relatos em primeira pessoa de ex-escravizados. Seu doutorado, A política da escravidão na era da liberdade: Estados Unidos, Brasil e Cuba, 1787-1846 (2015), ganhou o Prêmio Tese Destaque (USP) e o Prêmio Capes de Tese.

## Obras
- Escravidão e política: Brasil e Cuba, 1790-1850[6]
- A política da escravidão no Império do Brasil, 1826-1865[7]
- Cartas políticas a favor da escravidão (org.)[8]
- Ação; reação; transação (org.)
- Incidentes da vida de uma escrava: Escritos por ela mesma (organização da coleção Narrativas da escravidão)[9]
- Narrativa de William Wells Brown, escravo fugitivo: Escrita por ele mesmo (organização da coleção Narrativas da escravidão)[10]